# Kitade Nana
Kitade Nana (北出 菜奈 Bắc Xuất Thái Nại) sinh ngày 2 tháng 5 năm 1987 là một ca sĩ thể loại J-rock và J-pop. Cô trực thuộc Sony Music Japan. Kitade nổi tiếng với phong cách thời trang Gothic Lolita nổi bật mà ngày nay nhiều cô gái trẻ yêu thích. Cô là người mẫu đầu tiên lên bìa tạp chí Shojo Beat của Bắc Mĩ khi thắng "Shojo beat 2007 music awards" (danh mục Pop). Nhiều bài hát của cô được sử dụng làm nhạc anime, nhạc nền, nhạc mở/kết phim và TV shows.

## Tiểu sử
Kitade sinh ra và lớn lên ở Sapporo, Hokkaido. Cha cô là chủ một cửa hàng tiện lợi. Ngay từ nhỏ, cô đã có mơ ước trở thành một ca sĩ. Nana học piano từ năm 3 tuổi và tự viết lời bài hát khi 14. Lúc 15 tuổi, Kitade lên Tokyo để thực hiện ước mơ của mình. Khi còn học trung học, cô là fan của Shiina Ringo, cũng vì thế mà tập đánh guitar rồi lên Tokyo học hát.

## Sự nghiệp
Kitade đã bắt đầu sự nghiệp bằng cách tham gia vào thử giọng cho Sony Music năm 2002. Sau khi thắng trong cuộc thi tài này, cô đă có cơ hội để trở thành một ca sĩ. Cô gây chú ý với Nishikawa Susumu và những người của Shiina Ringo. Kitade tham gia vào BIG APPLE và ký hợp đồng với Sony Music Entertainment, được công chúng biết đến tại Hoa Kỳ thông qua Tofu Records. Ngày 29 tháng 10 năm 2003, cô đã cho ra đời single đầu tay Kesenai Tsumi được dùng làm ending theme cho anime Fullmetal Alchemist. Single đã thành công, đứng thứ 14 trong Oricon và trụ lại 22 tuần kế tiếp. Với sự thành công của Kesenai Tsumi, Kitade tiếp tục cho ra "Kesenai Tsumi ~raw "breath" track~" phiên bản có tiết tấu chậm hơn, được xếp thứ 87 trên Oricon charts.
Sau single đầu tiên, sức bán đĩa của cô bắt đầu tụt hạng trên Oricon Charts. Tuy nhiên album đầu tay 18 -eighteen- đã bán khá chạy, đứng hạng 15 và duy trì trong 5 tuần. Track "Alice" dược dùng làm nhạc nền cho bộ phim "Shinku" Tiếp đó cô cho ra Nana Kitade - 18MOVIES gồm các các video của các single của album trên.
Sau khi ra mắt single Pureness/Nanairo (được dùng làm ending theme cho anime series Beet the Vandel Buster), phong cách thời trang của cô bắt đầu chuyển sang Gothic Lolita. Một hình ảnh hoàn toàn mới được thể hiện trong single KISS or KISS - single thành công nhất cho tới nay của Kitade Nana. Suốt thời điểm KISS or KISS và Kanashimi no Kizu (ending theme cho game PS2 Fullmetal Alchemist 3 -Kami wo Tsugu Shoujo, phong cách Gothic Lolita của cô càng thêm hoành tráng, nhưng sau đó là 1 sự thay đổi đột ngột trong single thứ 8 của cô SLAVE of KISS_ single bao gồm cover của "Princess Princess'KISS" và "Kiss or Kiss" bản tiếng Anh.
Tuy vậy trong thời gian này danh tiếng của Kitade bị tụt lùi. Nhưng có điều thú vị rằng cô đã mở một fan club nhỏ ở Mĩ, Pháp, Đức, Trung Quốc, Tokyo và thu sự chú ý ở các công ty thời trang danh tiếng về thời trang Lolita như BABY, THE STARS SHINE BRIGHT (những hãng này cũng tuyên bố liên tục là nhãn hiệu ưa thích của Kitade). Ngoài BABY, THE STARS SHINE BRIGHT, Kitade là người mẫu chuyên nghiệp cho tạp chí KERA và Gothic & Lolita Bible. Nhiều cô gái trẻ ở Nhật cho rằng Kitade ảnh hưởng họ đến với thời trang Gothic Lolita. Nana Kitade trở thành thần tượng thời trang của giới trẻ và nổi tiếng trong dòng thời trang Lolita.
Ngày 1 tháng 8 năm 2005, Nana Kitade tham gia vào Hong Kong Comic Festival 2005. Cô là ca sĩ Nhật Bản đầu tiên tham gia festival.
Bắt đầu từ ngày 24/4/2006, Kitade cho ra 13 singles cùng một lượt. Tất cả được phát hành độc quyền thông qua mạng download điện thoại di động với giá 100Yen/bài. Mỗi single phát hành vào ngày 7, 17 hoặc 27 mỗi tháng cho tới 27/8/2006. Đa số các bài hát đều là cover của những hit vào những năm 1980, nhưng một số là ca khúc mới. Vào tháng 7 năm 2006, Kitade tung ra album cover mini Cutie Bunny, 6 trong những ca khúc đă tung ra trên mạng điện thoại di động trên, bao gồm cả Moonlight Densetsu (opening theme của anime series Sailor Moon) và Lum no Love song (từ anime series Urusei Yatsura).
Nana Kitade là một trong những nghệ sĩ khách mời của Otakon 2006 tại Baltimore, Maryland (cùng các ngôi sao Nhật Bản khác như Yoshiki Hayashi (X Japan), MUCC và một số Mangaka). Album "18-eighteen-" của cô cũng được phát hành tại Mĩ thông qua Tofu Records vào 11/7/2006 cùng với ca khúc bonus "KISS or KISS" (bản tiếng Anh).
Album thứ hai của Kitade, "I Scream" bao gồm single Kibou no Kakera (Opening theme của anime series Demashita! Powerpuff Girls Z) SLAVE of KISS A-side track "sweet frozen kiss" và "Basket Case" được tung ra vào cuối năm 2006. Album này nhiều chất punk-rock hơn với thu âm phức tạp, tỉ mỉ hơn; âm thanh, giai điệu u ám và nhịp nhàng hơn trước. Tuy nhiên "I scream" lại không thành công, chỉ lọt vào bảng xếp hạng trong 1 tuần, giữ thứ hạng 135.
Năm 2007, Nana Kitade đã tìm lại danh tiếng cho mình khi cho ra single thứ 9 "Antoinette Blue" được dùng làm Ending 4 của anime series D.gray-man (Hoshino Katsura). Single này chuẩn bị cho best of album đầu tiên của cô mang tên "Berry Berry SINGLES", bao gồm remake của single "Kesenai Tsumi", track "Alice" và Daisy Chainsaw's Love Your Money. Album có sự hợp tác của Marty Friedman. Tuy nhiên album này không nhận được nhiều đề xướng và chỉ xếp ở hạng 95.
Tháng 7/2007, Kitade tham gia Japan Expo, tổ chức tại Paris (ngoài ra còn Yoshiki, MOON-Kana, Halcali, OLIVIA,...). Album "Berry Berry SINGLES" bao gồm các cảnh quay trong hành trình và những buổi biểu diễn của cô. Album cũng được ra mắt ở châu Âu vào 5/3/2008.
Năm 2008 là năm không thành công lắm với những single như "SUICIDES LOVE STORY"(ending theme của anime series Persona -trinity soul-), "Siren" (theme song bản tiếng Nhật của Canadian series Ruby Gloom)-single hợp tác thứ hai với Marty Friedman và single "Punk&Babys" xếp dưới thứ hạng 60. Ngày 23 tháng 7, cover "she bop" của Cyndi Lauper được giới thiệu trong album We Love Cyndi - Tribute to Cyndi Lauper, track #9. Tháng 8 2008, Nana Kitade tham dự AnimagiC lần thứ 10 tại Bonn - Đức.
Ngày 4/2/2009, Kitade ra mắt single "月華-tsukihana" xếp #22, opening theme của anime series Jigoku Shoujo Mitsuganae. Vào 11/3/2009, album "Bondage"được tung ra, nhưng cũng không thành công, xếp #85.
Ngày 4/5/2009, Nana Kitade thông báo đột ngột huỷ buổi gặp mặt mừng sinh nhật ngày 5/5/2009 trên website với lý do sức khoẻ (chứng mất ngủ - cô chỉ ngủ được 3-4 tiếng một ngày và cần phải dùng thuốc). Sau gần 1 tháng, đầu tháng 6, cô đã chính thức thông báo ngừng mọi hoạt động cũng với lý do sức khoẻ kém.
Ngày 2/10/2009, trên website của Kitade thông báo rằng cô đã trở lại với tư cách là vocalist của ban nhạc mới Loveless, website mới cũng được lập kèm một bức thư do chính cô viết. Cùng ngày, cô có một buổi diễn "trước sự trở lại" tại Chealse Hotel. Tay bass HIROKI, người thường biểu diễn cùng các ban nhạc trong tour diễn của họ và TAIZO (ex-Feel) cũng tham gia (TAIZO là thành viên chính thức). Nana Kitade chính thức trở lại bằng buổi diễn vào ngày 7/10/2009 tại Shibuya eggman. Trên trang web của Loveless, hợp đồng của cô và SME Records đã kết thúc.
Ngày 25/10/2009, Loveless tham gia V-rock festival '09, hát và biểu diễn thời trang.

## Danh Sách đĩa hát

### Album
- 18 -eighteen-. Phát hành: 24 tháng 8 năm 2005; Singles: Kesenai tsumi, Utareru ame, HOLD HEART, pureness/nanairo, KISS or KISS, Kanashimi no Kizu
- Cutie Bunny. Phát hành: 12 tháng 7 năm 2006; Phone Singles: Moonlight Densetsu, Lum no Love Song
- I scream. Phát hành: 6 tháng 12 năm 2006; Singles: Kibou no Kakera, SLAVE of KISS (sweet Frozen Kiss is the A-side)
- Berry Berry SINGLES. Phát hành: 14 tháng 11 năm 2007; Singles: Antoinette Blue
- Bondage. Phát hành: 11 tháng 3 năm 2009; Singles: SUICIDES LOVE STORY, Siren (Ruby Gloom), PUNK&BABY's, 月華- tsukihana

### Single
- Kesenai Tsumi (消せない罪) [29 tháng 10 năm 2003]

1. Kesenai Tsumi (消せない罪 - Indelible Sin)
2. Shunkan (瞬間 - Moment)
3. Iryuuhin (遺留品 - Things Left Behind)
4. Kesenai Tsumi (instrumental) (消せない罪 (instrumental))

- Kesenai Tsumi ~raw "breath" track~ (消せない罪 ～raw "breath" track～) [3 tháng 12 năm 2003]

1. Kesenai Tsumi ~raw "breath" track~ (消せない罪 ～raw"breath"track～)
2. Shunkan ~raw "pain" track~ (瞬間 ～raw "pain" track～)
3. Kesenai Tsumi ~raw "breath" track~ (消せない罪 ～raw "breath" track～　（instrumental）)

- Utareru ame (撃たれる雨) [4 tháng 2 năm 2004]

1. Utareru Ame (撃たれる雨 - Defeating Rain)
2. Akai Hana (赤い花 - Red Flower)
3. Utakata (泡沫 - Transient)
4. Utareru Ame ~ raw "break" track (撃たれる雨　～raw "break" track～)

- HOLD HEART [22 tháng 7 năm 2004]

1. HOLD HEART
2. blue butterfly

- pureness/nanairo (pureness／七色) [17 tháng 11 năm 2004]

1. pureness
2. Nanairo (七色 - Seven Colours)
3. pureness (instrumental)
4. Nanairo (instrumental) (七色 (instrumental))

- KISS or KISS [1 tháng 6 năm 2005]

1. KISS or KISS
2. Chouhatsu GIRL (挑発ガール - Provoking Girl)
3. KISS or KISS（Instrumental）

- Kanashimi no Kizu (悲しみのキズ) [20 tháng 7 năm 2005]

1. Kanashimi no KIZU (悲しみのキズ - Scar of Sadness)
2. Call me
3. Kanashimi no KIZU (instrumental) (悲しみのキズ（Instrumental）)

- SLAVE of KISS [8 tháng 2 năm 2006]

1. KISS
2. KISS wo Kudasai (キスを下さい - A Kiss, Please)
3. KISS or KISS (English version)
4. Sweet frozen kiss

- Kibou no Kakera (希望のカケラ) [4 tháng 10 năm 2006]

1. Kibou no Kakera (希望のカケラ - Pieces of Hope)
2. This is a GIRL
3. Kibou no Kakera (Original Karaoke) (希望のカケラ（オリジナルカラオケ）)

- Antoinette Blue (アントワネットブルー) [5 tháng 9 năm 2007]

1. Antoinette Blue (アントワネットブルー)
2. Wish in the blood
3. Kami-sama Hitotsu Dake (神様ひとつだけ - Only One God)
4. Antoinette Blue (アントワネットブルー) ～D. Gray-man Ending Ver.～
5. Antoinette Blue (アントワネットブルー) (Instrumental)

- SUICIDES LOVE STORY [5 tháng 3 năm 2008]

1. SUICIDES LOVE STORY
2. Setsuna no Kizuna (刹那の絆 - Bond of the Moment)
3. Tsuiraku (墜落 - Crash)
4. SUICIDES LOVE STORY ～Instrumental～

- Siren (Ruby Gloom)(サイレン) [26 tháng 3 năm 2008]

1. Siren (サイレン)
2. My treasure
3. Siren ～Instrumental～ (サイレン～Instrumental～)
4. My treasure ～Instrumental～

- PUNK&BABYs [23 tháng 7 năm 2008]

1. PUNK&BABYs
2. Lamia
3. Kesenai Tsumi・PUNK&BABYs (消せない罪・PUNK&BABYs) -AIR GUITAR MIX-
4. PUNK&BABYs-Instrumental-

- 月華-tsukihana [4 tháng 2 năm 2009]

1. 月華-tsukihana - Moonflower
2. 鏡の国のアリア (Kagami no Kuni no Aria) - Mirrorland's Aria
3. マノン (Mamon)
4. 月華-tsukihana-～地獄少女 三鼎 オープニングVer.～ (Jigoku Shoujo Mitsuganae Opening Ver.)
5. 月華-tsukihana-～Instrumental～

## DVD
- NANA KITADE -18MOVIES- (7 tháng 12 năm 2005)
- Cutie Bunny ~Nana-teki ROCK Daisakusen♡ Codename wa C.B.R. (Cutie Bunny ～菜奈的ロック大作戦＿ コードネームはC.B.R.～) [DVD DISC2]